# غلين هنتر
غلين هنتر (بالإنجليزية: Glenn Hunter)‏ (1967 - ) هو لاعب كرة قدم بريطاني في مركز الهجوم.

## وصلات خارجية
- غلين هنتر على موقع قاعدة بيانات كرة القدم.إي يو (الإنجليزية)